# Klasy i kategorie dróg w Australii
W Australii wszystkie główne drogi międzymiastowe określane są zbiorczo mianem highways, co w dosłownym tłumaczeniu oznacza autostradę. Drogi te znacząco różnią się między sobą parametrami i jedynie stosunkowo nieliczne spośród nich mogłyby zostać nazwane autostradami według europejskich standardów. Choć w Australii istnieje numeracja i klasyfikacja dróg, podczas nawigacji ma ona jedynie znaczenie pomocnicze. Najbardziej powszechnie drogi znane są pod swoimi nazwami słownymi, zwykle pochodzącymi od nazw miejsc, przez które przechodzą (np. Ipswich Motorway), albo nazwiska patrona (np. Hume Highway). Na znakach drogowych i mapach numery i nazwy słowne występują równolegle. Obecnie trwa stopniowe przechodzenie z systemu numerycznego numeracji na alfanumeryczny.

## System numeryczny
System numeryczny był historycznie pierwszą metodą klasyfikacji i oznaczania dróg w Australii. Obecnie trwa jego stopniowe wycofywanie z użytku, choć władze stanu Australia Zachodnia zapowiadają jako jedyne w kraju - iż nie zrezygnują z niego. 

### Drogi krajowe
Pierwszy ogólnokrajowy system numeracji najważniejszych dróg został w Australii wprowadzony w roku 1955. Drogi te nazwano drogami krajowymi (national routes), zaś na znakach drogowych i mapach oznaczano je białymi tarczami z czarnym numerem i czarnym obramowaniem. W latach 70. wybrano spośród nich te pozwalające najszybciej przemieszczać się między stolicami stanowymi. Otrzymały one miano national highways (co dosłownie znaczy „autostrady krajowe”, ale w większości nie były to autostrady w sensie parametrów drogi) i osobny sposób oznaczania - złoty numer (ze słowem „National” u góry) i złote obramowanie na zielonej tarczy. Przyjęto także zasadę, iż ich utrzymanie będzie finansowe z budżetu federalnego. Istniała także kategoria tzw. tras alternatywnych (alternative routes), stanowiących drogi zastępcze wobec głównych tras (często były to np. ich stare przebiegi, sprzed budowy np. obwodnic). Takie drogi oznaczane były identycznie jak drogi krajowe, które zastępowały (łącznie z tym samym numerem), lecz nad cyframi widniały litery ALT. 

Przykładowe oznaczenie drogi krajowej
Przykładowe oznaczenie drogi krajowej typu national highway

### Drogi stanowe
Drogi o dużym znaczeniu w skali poszczególnych stanów nazywane były trasami stanowymi (state routes). Szczegółowe dotyczące ich przepisy były odrębne dla każdego stanu, ale w całym kraju przyjęło się oznaczać je niebieskimi (w różnych odcieniach, aż do granatowego) tarczami z białymi numerami i białym obramowaniem. Numeracja dróg stanowych była wspólna dla całego kraju (nie mogły więc np. istnieć dwie drogi stanowe nr 31, nawet w różnych stanach). Dodatkowo w stanach Nowa Południowa Walia i Queensland wprowadzono kategorię dróg metropolitarnych (metroads), nazywając tak najważniejsze trasy przelotowe na terenie aglomeracji Sydney i Brisbane. Drogi te oznaczane były białymi sześciokątami z niebieskimi numerami i obramowaniem.

Przykładowe oznaczenie trasy stanowej
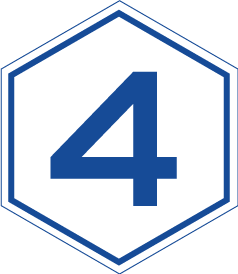
Przykładowe oznaczenie drogi metropolitarnej

## System alfanumeryczny
Od lat 90. XX wieku w Australii przeprowadzana jest stopniowo reforma klasyfikacji i numeracji dróg, w ramach której wprowadzany jest alfanumeryczny system numeracji dróg. Pierwowzorem reformy były zmiany wprowadzone w latach 70. w stanie Tasmania. W nowym systemie drogi otrzymują numery składające się z litery - oznaczającej klasę drogi - oraz cyfr, stanowiących jej indywidualne oznaczenie. Drogi finansowane ze środków federalnych oznaczane są zielonymi tarczami ze złotym numerem, słowem „National” i obramowaniem. Drogi utrzymywane przez stany oznacza się złotym numerem na tle zielonego prostokąta, bez obramowania.

Nowe przykładowe oznaczenie drogi krajowej
Nowe przykładowe oznaczenie drogi stanowej

Według stanu na sierpień 2009, system alfanumeryczny został w pełni wdrożony w stanach Tasmania, Wiktoria i Australia Południowa. Trwa jego wprowadzanie w stanie Queensland, natomiast Nowa Południowa Walia, Australijskie Terytorium Stołeczne i Terytorium Północne przygotowują się do zmian. Australia Zachodnia zapowiedziała, że pozostanie przy starym systemie. Spod reformy wyjęta została droga krajowa nr 1, ciesząca się szczególnym statusem jako droga łącząca wszystkie stolice stanowe. Jest to ona nadal oznaczana we wszystkich stanach i terytoriach według starego systemu.

### Klasy dróg
Wraz z wprowadzeniem systemu alfanumerycznego, drogi numerowane zostają podzielone na 5 klas. Klasa drogi oznaczana jest numerem w jej nazwie: 
- Klasa M - najważniejsze drogi, o co najmniej dwóch pasach ruchu w każdą stronę, przeprowadzone poza centrami miast. Mogą posiadać wyłącznie skrzyżowania bezkolizyjne (ich nazwy słowne zawierają wtedy słowa freeway lub motorway), lecz dopuszcza się także skrzyżowanie jednopoziomowe (wtedy nazwa słowna będzie zawierać słowa highway lub road). Na niektórych spośród nich pobierane są opłaty za przejazd.
- Klasa A - główne drogi o jednym pasie ruchu w każdą stronę, z dodatkowymi pasami do wyprzedzania na krótkich odcinkach. Szlaki o dużym znaczeniu międzystanowym lub międzyregionalnym, lecz o nieco mniejszym niż drogi klasy M natężeniu ruchu. Dopuszcza się przechodzenie takich dróg przez centra miast, ale mogą być również poprowadzone obwodnicami.
- Klasa B - drogi mniejszego znaczenia niż klasy M i A, stanowiące dojazdy do nich lub łączące duże miasta. Po jednym pasie ruchu w każdą stronę. Jezdnie bezwzględnie muszą być utwardzone, w przypadku poboczy nie jest to już tak rygorystycznie wymagane. Klasa ta nadawana jest także dawnym odcinkom dróg wyższych klas, które zostały z nich wyłączone w wyniku zmiany ich przebiegu.
- Klasa C - drogi dojazdowe, łączące mniejsze miejscowości z drogami wyższych klas. Muszą być utwardzone, choć z reguły jakość nawierzchni jest zdecydowanie gorsza niż przy wyższych klasach. Mogą w ogóle nie posiadać poboczy.
- Klasa D - drogi nieutwardzone łączące bardzo małe skupiska ludzkie, z reguły na głębokiej prowincji. Na części z nich zaleca się wjazd wyłącznie samochodami z napędem na wszystkie osie. Obecnie drogi tej klasy numerowane są wyłącznie w stanie Australia Południowa. W Nowej Południowej Walii klasa D oznacza tzw. drogi objazdowe - zalecane, gdy jeden z głównych szlaków jest z jakichś powodów nieprzejezdny.